# شارب القط ثنائي الأزهار
شارب القط ثنائي الأزهار (الاسم العلمي:Orthosiphon biflorus) هو نوع من النباتات يتبع جنس شارب القط من الفصيلة الشفوية.